# Jerzy Różycki
Pour les articles homonymes, voir Różycki.
Jerzy Różycki ( audio) né le (24 juillet 1909, mort le 9 janvier 1942) est un mathématicien et cryptologue polonais de l'université de Poznań et du Biuro Szyfrów, bureau du chiffre des renseignements polonais.

## Biographie
Avec Marian Rejewski et Henryk Zygalski, il travaille sur le système de chiffrement Enigma, dès janvier 1933.
Passé en France en septembre 1939, Różyckitravaille au PC Bruno (octobre 1939-juin 1940), puis au PC Cadix (zone libre), qui correspond avec la station d'Alger des services spéciaux polonais.
Różycki meurt, avec deux camarades, Smolenski et Gralinski, le capitaine français Lane et quelque trois cents autres passagers et hommes d'équipage, dans le naufrage du paquebot français Lamoricière durant la traversée de la Méditerranée, le 9 janvier 1942.